# مخطط التشريح البشري
المخطط التفصيلي التالي هو عبارة عن نظرة عامة ودليل موضعي للتشريحِ البشري:
علم تشريح الإنسان: - وهو دراسة علمية لمورفولوجية الإنسان البالغ وينقسم إلى التشريح الإجمالي والتشريح المجهري . التشريح الإجمالي (ويسمى أيضاً التشريح الطبوغرافي أو التشريح الناحي أو علم الإنسان) وهو دراسة الهياكل التشريحية التي يمكن رؤيتها بالعين المجردة دون الحاجة لاي وسيلة مساعدة. التشريح المجهري وهو دراسة الهياكل التشريحية الدقيقة بمساعدة المجاهر ويشمل علم الأنسجة (يدراسة تنظيم الأنسجة) وعلمُ الخلايا (يدراسة الخلايا).

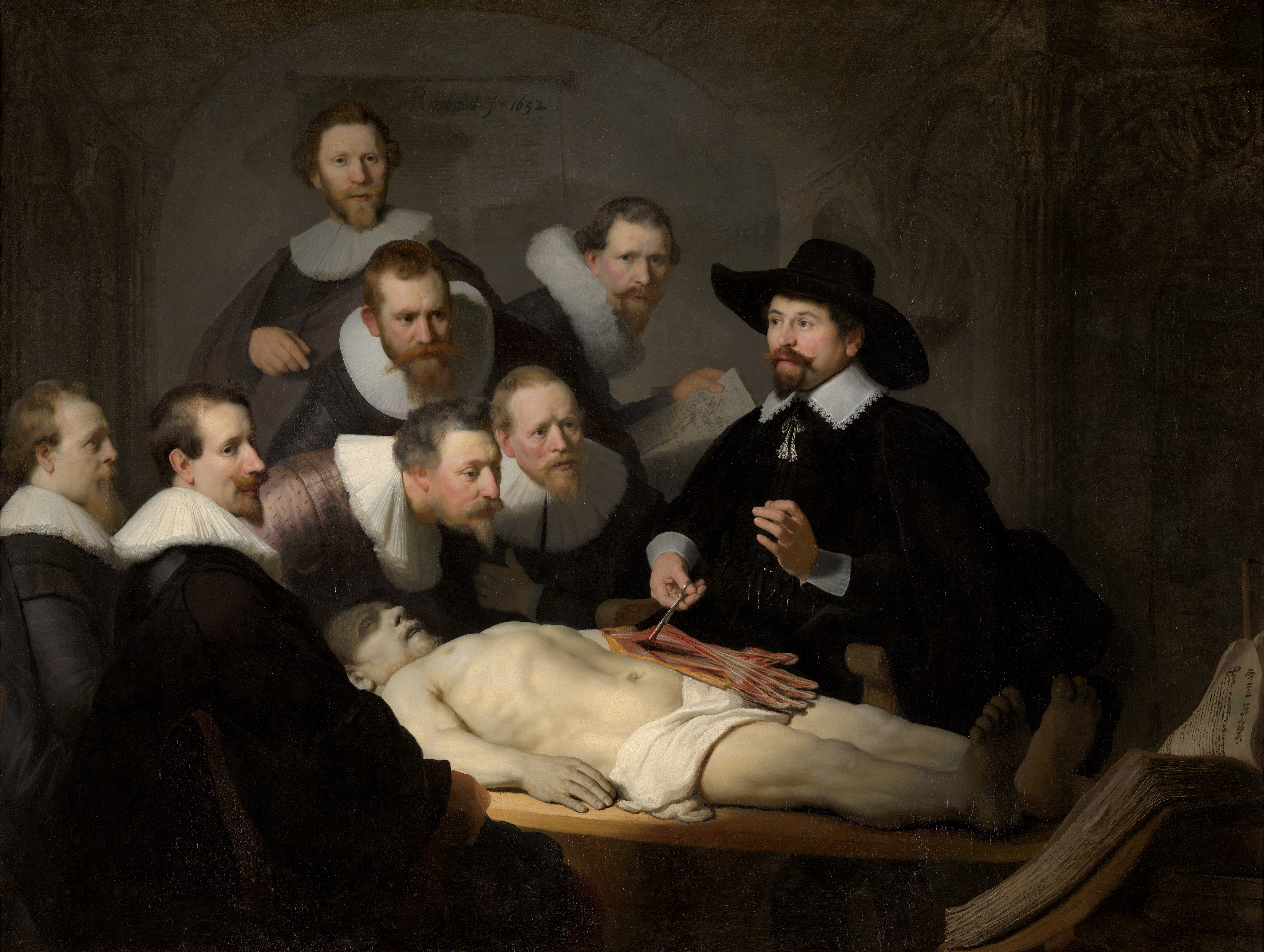
درس التشريح للدكتور نيكولاي تولب ، بقلم رامبرانت ؛ يصور مظاهرة التشريح باستخدام جثة.

## جوهر التشريح البشري

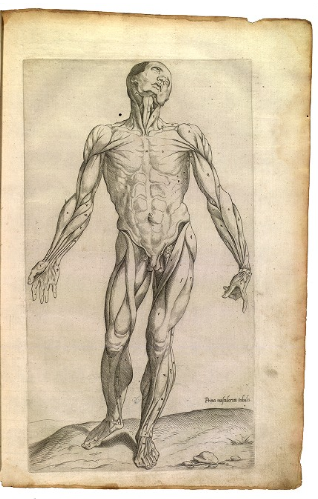
العضلات، موضحة في كتاب مخطط موجز لكل التشريح لتوماس جيمينوس 1559. [https://anatomia.library.utoronto.ca/ التشريح

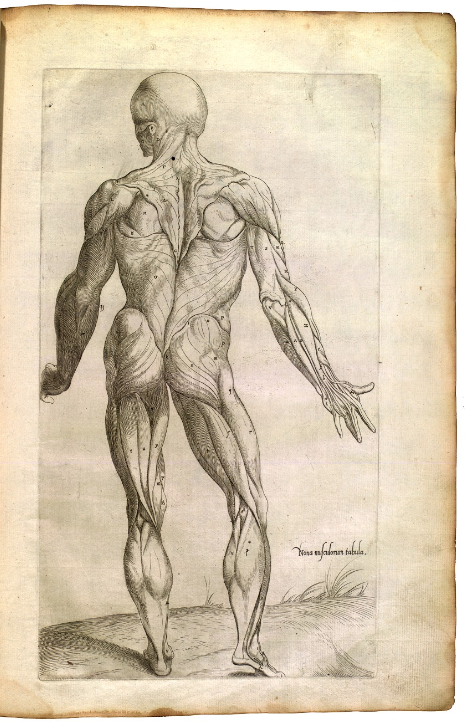
عضلات الظهر، موضحة في كتاب مخطط موجز لكل التشريح بقلم توماس جيمينوس، 1559. [https://anatomia.library.utoronto.ca/ تشريح

- جسم الإنسان
- تشريح

## فروع التشريح البشري
- التشريح الإجمالي - دراسة نظامية أو إقليمية لأجزاء وأعضاء جسم الإنسان. يشمل التشريح الإجمالي تشريح الجثث وعلم العظام.
- التشريح المجهري / الأنسجة.
- بيولوجيا الخلية (علم الخلايا) وعلم الوراثة الخلوية.
- التشريح السطحي.
- التشريح الإشعاعي.
- التشريح التنموي / علم الأجنة.

## تاريخ التشريح البشري
- تاريخُ التشريح.
- بردية إدوين سميث - أقدم أطروحة معروفة في علمِ التشريح من مصر القديمة حوالي عام 1600 قبل الميلاد.

## المنظمات
- الرابطة الأمريكية لعلماء التشريح  [لغات أخرى]‏.
- الرابطة الأمريكية لعلماء التشريح السريري  [لغات أخرى]‏.
- الجمعية البريطانية لعلماء التشريح السريري  [لغات أخرى]‏.
- الاتحاد الدولي لجمعيات علماء التشريح  [لغات أخرى]‏.
- الجمعية التشريحية في الهند.
- جمعية علماء التشريح السريري في الهند.
- رابطة أستراليا ونيوزيلندا لعلماء التشريح السريري.

## علماء التشريح
- بنيامين ألكوك.
- جان أستروك.
- باتريشيا بيرجكويست.
- فنسنت بوشداليك  [لغات أخرى]‏.
- جيمس ديكسون بويد  [لغات أخرى]‏.
- فيليب بوزيني  [لغات أخرى]‏.
- جيفري بورن.
- جون براون.
- تشاركا.
- يوهان كونراد برونر.
- وليام تشيسلدن  [لغات أخرى]‏.
- وليام كوبر.
- ماكس فوربرينجر  [لغات أخرى]‏.
- أنتوني دي جيمبرنات  [لغات أخرى]‏.
- فريدريش جول  [لغات أخرى]‏.
- ليوناردو دافنشي.
- إدوين ستيفن جودريتش  [لغات أخرى]‏.
- غاسبار جويراند  [لغات أخرى]‏.
- جورج جاليفر  [لغات أخرى]‏.
- غونتر فون هاجنز.
- آرثر هام.
- أبقراط.
- فيلهلم له الأب.  [لغات أخرى]‏
- جون هنتر.
- ويليام هنتر.
- جان بابتيست بولين ترولارد  [لغات أخرى]‏.
- خوان فالفيردي دي أموسكو  [لغات أخرى]‏.
- جيفري ليتمان.
- إيبر لانداو.
- جوزيف ليتود  [لغات أخرى]‏.
- أماتو لوسيتانو  [لغات أخرى]‏.
- نيكو ميلجانيتش  [لغات أخرى]‏.
- كيث ل. مور.
- ليو تيستوت  [لغات أخرى]‏.
- هنري روفيير  [لغات أخرى]‏.
- لينارت أولسون.
- برونيسلاف أونوف-أونوفرويكز  [لغات أخرى]‏.
- ويليام تشارلز عثمان هيل  [لغات أخرى]‏.
- يوهان كونراد باير  [لغات أخرى]‏.
- المدعي العام.
- سانتياغو رامون وكاخال.
- أندرس ريتزيوس  [لغات أخرى]‏.
- لويجي رولاندو  [لغات أخرى]‏.
- أولاوس رودبيك.
- وليام شيبن  [لغات أخرى]‏.
- أدريان فان دن شبيغل  [لغات أخرى]‏.
- إدوارد تشارلز سبيتزكا  [لغات أخرى]‏.
- لودفيك تيشمان.
- أندرياس فيزاليوس.
- يوهان جوتليب والتر.
- توماس وارتون.
- يوهان وينتر فون أندرناخ  [لغات أخرى]‏.
- هنري جراي.
- مادوسودان جوبتا  [لغات أخرى]‏.

## روابط خارجية
- مخطط التشريح البشري على مشروع الدليل المفتوح.
- “تشريح جسم الإنسان”. الطبعة العشرين. 1918. هنري جراي. في المجال العام.
- كتاب تيرمينولوجيا انتوميكا على موقع FIPAT

## أنظر أيضا
- الخطوط العريضة لعلم الأحياء.
  - الخطوط العريضة للطب.
- الخطوط العريضة للصحة  [لغات أخرى]‏.
- الخطوط العريضة للعلوم الصحية.
- علم وظائف الأعضاء.
- جسم الإنسان.
- تشريح.